# الو مهار
الو مهار (به انگلیسی: Allo Mahar) یک منطقهٔ مسکونی در پاکستان است که در سیالکوت، پاکستان واقع شده‌است.